# Yezoceryx intermedius
Yezoceryx intermedius là một loài tò vò trong họ Ichneumonidae.